# Kronogård
Koordinaten: 66° 12′ 59″ N, 19° 46′ 59″ O
Kronogård ist der Standort eines stillgelegten Startplatzes für Höhenforschungsraketen in der nordschwedischen Gemeinde Jokkmokk, etwa 60 Kilometer südlich der Stadt Jokkmokk entfernt. 
Kronogård war ursprünglich eine Jagdstation für Förster und Jäger im Dienst der Krone. In den 1950er Jahren wurde ein provisorischer Raketenstartplatz gebaut und zwischen 1961 und 1964 wurden zahlreiche Raketen, hauptsächlich vom Typ Nike-Cajun zur Erforschung der Hochatmosphäre gestartet. Dabei wurden Höhen von bis zu 135 km erreicht. Nach der Fertigstellung des Raketenstartplatzes Esrange im Jahr 1966 wurde Kronogård stillgelegt.
Heute befindet sich dort ein Campingplatz und eine Anlage mit Hütten, die teilweise auf dem Fundament der Abschussrampen errichtet wurden.
In der Nähe befindet sich noch heute das Versuchsgelände Vidsel für Boden-Luft- sowie Luft-Luft-Raketen der schwedischen Luftwaffe. Dort werden Probeflüge mit bemannten (Saab 39 Gripen) und unbemannten Flugzeugen betrieben.